# Obereopsis hartwigi
Obereopsis hartwigi là một loài bọ cánh cứng trong họ Xén tóc.